# Графство Брауншвайг
Графство Брауншвайг (на немски: Grafschaft Braunschweig) е територия в средновековното Херцогство Саксония. То съществува от 9 век и влиза през 1235 г. в Херцогство Брауншвайг-Люнебург, което съществува до 1918 г.
Графството е основано от Бруно I от фамилията Брунони в град Брауншвайг. През 1269 г. става Княжество Брауншвайг

## Графове

### ДинастияБрунони
- Бруно I (пр. 991, († 1015/16)
- Людолф († 1038)
- Бруно II († 1057)
- Екберт I († 1068)
- Екберт II († 1090)

### Династия Нортхайм
- Хайнрих Дебели от Нортхайм († 1101)

### ДинастияСуплинбурги
- Лотар († 1137)

### ДинастияВелфи
- Хайнрих Горди († 1139)
- Хайнрих Лъв († 1195)
- Ото Детето (става херцог през 1235)